# 韓友賑
韓友賑（はん うじん、한우진、2005年6月12日-）は、韓国の囲碁棋士。光州広域市出身、韓国棋院所属、九段。利鵬杯新鋭最高位戦優勝、グロービス杯世界囲碁U-20など。

## 経歴
光州広域市に生まれ、6歳の時に両親の勧めで囲碁を学ぶ。8歳の時に家族がソウルに移り陽川囲碁道場で学ぶ。2016年に世界児童国手戦最強部で優勝、2017年からは韓鐘振囲碁道場で学ぶ。
2019年に初段。同年ルーキー囲碁リーグ出場、陜川郡招待河燦錫国手杯英才囲碁大会ベスト8。2020年二段。2021年三段、未来の星新鋭最強戦ベスト4、河燦錫国手杯英才最強戦ベスト4、大統領杯全国囲碁大会ベスト8。2022年四段、YK建機杯リーグ入り、未来の星新鋭最強戦準優勝、利鵬杯新鋭最高位戦で棋戦初優勝し五段昇段、三星火災杯世界囲碁マスターズ出場。2023年六段、ミレニアム天元戦優勝し七段昇段、グロービス杯世界囲碁U-20優勝により八段昇段。安東白岩杯囲碁オープン最強戦準優勝により九段昇段。
韓国囲碁リーグには2022年にポスコケミカル（ポスコフューチャーMに改名）チームで出場。韓国囲碁棋士ランキングでは、2022年51位、2024年25位。2022、24年には中国乙級リーグにも出場。

### タイトル歴
国際棋戦
- グロービス杯世界囲碁U-20 2023年

国内棋戦
- 利鵬杯新鋭最高位戦 2022年
- 楊口郡国土正中央杯ミレニアム天元戦 2023、2024年
- ルーキー囲碁英雄戦 2024年

### 他の成績
国際棋戦
- 中日韓聶衛平杯囲碁マスターズ 2024年青年組準優勝
- 議政府国際囲碁新鋭団体戦 2022年 2-1（×王星昊、○徐靖恩、○酒井佑規）

国内棋戦、その他
- 未来の星新鋭最強戦 準優勝 2022年
- 安東白岩杯囲碁オープン最強戦 2023年準優勝
- YK建機杯リーグ 2022年 4-5
- 韓国囲碁リーグ
  - 2022-23年（ポスコフューチャーM）6-9
  - 2023-24年（秀麗陜川）9-9
  - 2024-25年（秀麗陜川）
- 中国囲棋男子乙級リーグ戦
  - 2022年（中国移動上海）
  - 2024年（福建省）7-1

## 注
1. ↑  韓国棋院「한우진, 새해 첫 입단하며 최연소 수졸에 올라」2019.1.2
2. ↑   CyberORO「한우진, 지구촌 어린이 국수 등극」2016.7.28